# Officemanagement
Een officemanager is een persoon die ervoor zorgt dat de werkzaamheden in een kantoor soepel verlopen. De functie hoeft geen andere managementtaken met zich mee te brengen. Vroeger was voor deze functie de benaming chef de bureau gebruikelijk. In de praktijk wordt deze functie ook wel gecombineerd met die van directiesecretaris of directiesecretaresse.
Een officemanager is verantwoordelijk voor het bewaken en beoordelen van systemen, meestal gericht op specifieke resultaten zoals verbeterde tijdschema's, omzet, output, verkoop, enz. Ze kunnen toezicht houden op of leiding geven aan een team van beheerders, rollen toewijzen, werving en training, en opdrachten en projecten.
Voor de functie zijn verschillende opleidingen onder meer onder de titel Office Management op MBO en HBO niveau beschikbaar in Nederland en België. Een HBO-bachelorgraad kan behaald worden als management assistant en secretariaatsmedewerker.